# Dofttråding
Dofttråding (Inocybe bongardii) är en svampart som först beskrevs av Johann Anton Weinmann, och fick sitt nu gällande namn av Lucien Quélet 1872. Enligt Catalogue of Life ingår Dofttråding i släktet Inocybe,  och familjen Inocybaceae, men enligt Dyntaxa är tillhörigheten istället släktet Inocybe,  och familjen Crepidotaceae. Arten är reproducerande i Sverige. Inga underarter finns listade i Catalogue of Life.

## Bildgalleri

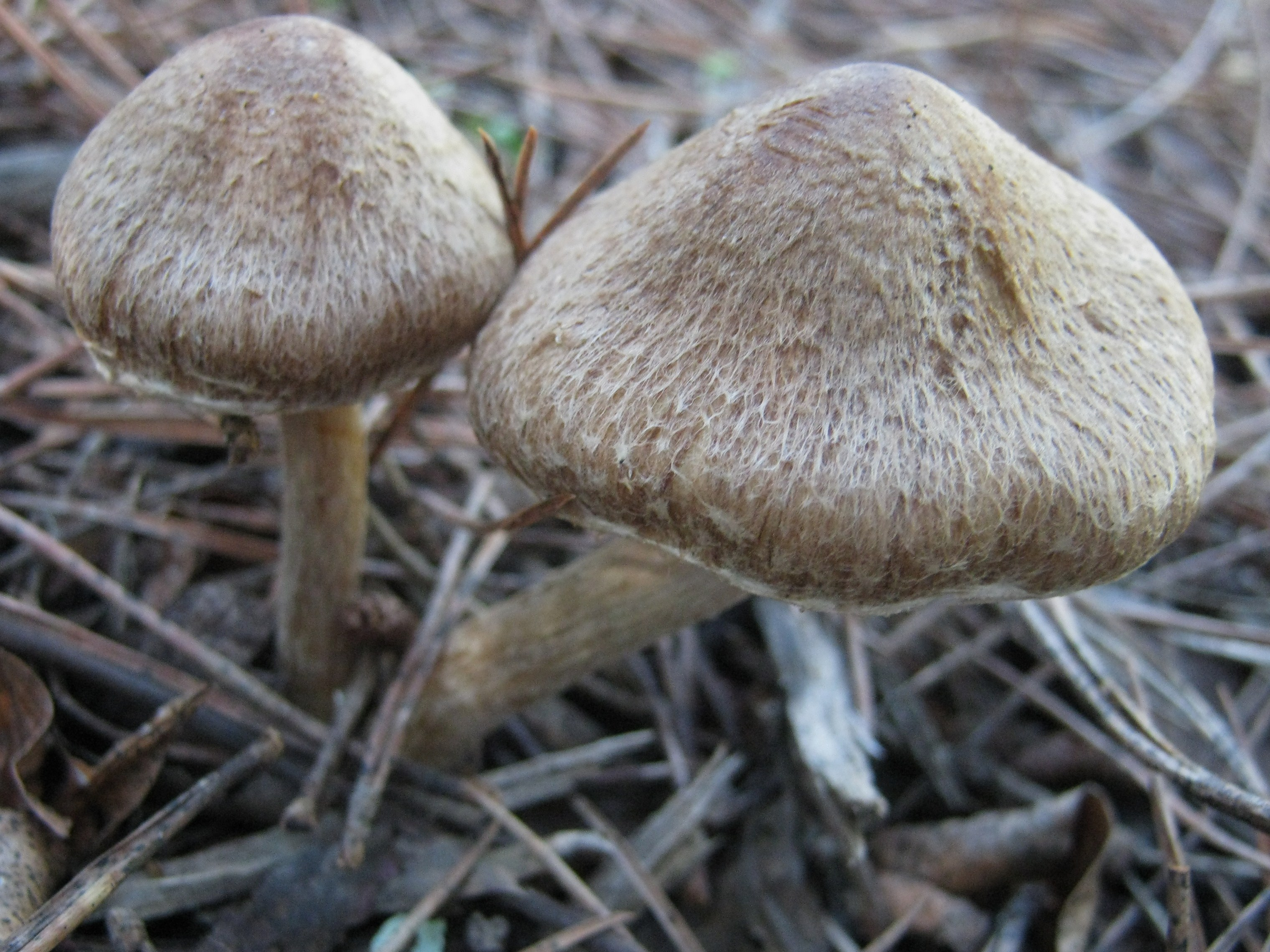
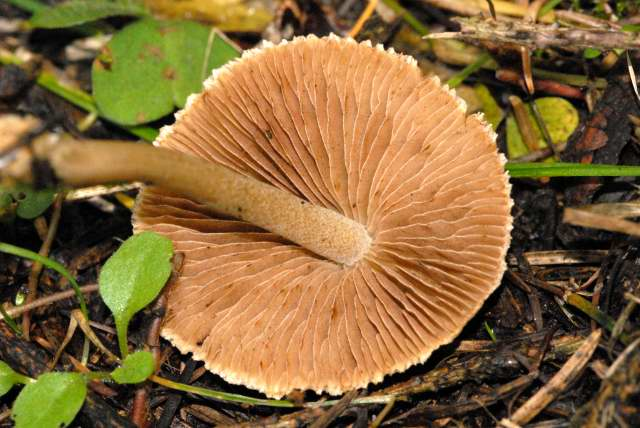